# Борисевич, Анна Адамовна
А́нна Ада́мовна Борисе́вич (бел. Ганна Адамаўна Барысевіч; 6 (18) мая 1888, Игумен, Минская губерния — 23 февраля 2007, Минск) — белорусская долгожительница, незарегистрированная в Книге рекордов Гиннеса, прожившая 118 лет и 281 день. С 2004 года была в числе самых старых неверифицированных живых людей на Земле.

## Биография
Родилась в крестьянской семье Адама Новицкого и его второй жены — Юзефы. Когда Анне было шестнадцать месяцев (по другим источникам, четыре), её мать умерла. Отец женился в третий раз. Воспитанием Анны занимались её старшая сводная сестра и бабушка. Когда Анна была ещё ребёнком, семья Борисевич переехала в Старый Койчин (ныне Березинский район). Отец, Адам Новицкий, получил от владельца фольварка кусок земли и за её пользование платил своей работой на пашне помещика. В Первой мировой войне на фронте погиб старший сводный брат Анны — сын Адама Новицкого от первого брака.
Анна Борисевич не ходила в школу и не научилась читать и писать: Девок и баб грамоте не учили, при Ленине в ликбезе научилась расписаться. В 1917 году, в возрасте 29 лет, Анна вышла замуж за Ипполита Борисевичa, члена сельсовета. Родила семерых детей, четверо из них умерли в младенчестве. Совершеннолетия достигли Нина, Валентин и Евгений. В 1937 году муж Анны был арестован, признан врагом народа и сослан в Сибирь. Ипполит Борисевич умер в 1940 году. В интервью Анна Борисевич почти никогда о нём не говорила, только намекнула, что простила супруга. Больше замуж не вышла.
Во время коллективизации Анна Борисевич начала работать в колхозе в Старом Колчине, трудилась там до выхода на пенсию. Во время Великой Отечественной войны семья Борисевич помогала партизанам. Старый Койчин, где она жила, был занят немецко-фашистскими оккупантами в 1941 году, но вскоре после того село было отбито партизанским отрядом.
В 1965 году, в возрасте 77 лет, Анна Борисевич вышла на пенсию. В 1983 году — в возрасте 95 лет — она переехала в Минск, в квартиру своей дочери Нины. Анна Борисевич умерла 23 февраля 2007 года, оставив троих детей, тринадцать внуков, четырёх правнуков и четырёх праправнуков.

## Рекорд долголетия
СМИ заинтересовались Анной Борисевич в 2004 году. Когда женщина меняла паспорт; чиновники обратили внимание на её возраст — 115 лет. Первоначально подозревали ошибку. Перед публикацией Книги рекордов Гиннеса за 2007 год Беларусь подала заявление о внесении в неё Анны Борисевич в качестве рекордсменки долголетия, но кандидатуру жительницы Беларуси отклонили. Редакторы издательства не доверяли документам, выданным в странах бывшего Советского Союза. В 2007 году официальный мировой рекорд долголетия признали 114-летней жительнице Японии (тогда Анне Борисевич исполнилось 118 лет).
В 2007 году имя Анны Борисевич — рекордсменки долговечности — было внесено в Книгу рекордов России, СНГ и стран Балтии «Диво».

## В СМИ
С 2004 года Анна Борисевич была героиней многочисленных интервью, радио- и телевизионных программ в стране и за её пределами. СМИ интересовались её «секретом» долголетия, здоровьем, диетой и взглядами на жизнь.

### Операция глаз
Весной 2005 года Анна Борисевич была героиней программы Радио «Свобода», в которой затрагивались вопросы её здоровья. Заявлялось, что женщина теряет зрение. Программа потрясла общественное мнение. Анной Борисевич заинтересовалась Елена Денисова, руководитель белорусского компании «Алкон», которая специализируется в производстве офтальмологических приборов. Денисова предложила обследовать женщину и подготовить её к операции глаз. Обследование показало, что биологический возраст 117-летней Борисевич можно оценить на 75 лет. У пациентки была выявлена катаракта, которая была причиной потери зрения. Операция была проведена Игорем Пашкиным, кандидатом медицинских наук. Планировалось имплантировать искусственный хрусталик. Операция длилась 25 минут и была проведена благотворительно в офтальмологической больнице «Оптимед» в Минске. СМИ комментировали операцию такого старого пациента. Планировалось операция также второго глаза, но Борисевич не дожила.

### Стиль жизни
Причиной своего долголетия Анна Борисевич считала свой тихий характер и философский подход к жизни. Не плакала из-за трудностей и проблем и заверяла, что в её жизни было много хорошего. Борисевич никогда не придерживалась диеты. По её словам, ела обычную крестьянскую пищу: шкварки, картофель, молоко, яйца, сметану, масло и овощи. Не курила, алкоголь потребляла умеренно и никогда не напивалась. До конца своей жизни Анна Борисевич сохранила ясность ума и хорошую память.
Анна Борисевич декларировала принадлежность к Римско-католической церкви и сожалела, что из-за преклонных лет не может посещать костёл.

### Борисевич — свидетель истории
Журналисты назвали Борисевич «современницей трёх веков». Интересовались её взглядами на власть Ленина, Сталина, Брежнева, задавали вопросы, как она относится к современной белорусской власти. Женщина в ответах обращала внимание на повторяемость истории. Из всех политических фигур наиболее уважала Ленина: Ленин раскидал капиталистов, земли людям дал. Но мало так побыло: Сталин всех скоро заломал в колхозы. По её словам, лучшим периодом была эпоха Брежнева: …когда отменили налог на каждое плодовое дерево. Мы стали спокойно выращивать на своем огороде всё, что хотели. И ничего не платили за это. О Лукашенко знала, но особенно не интересовалась, осуждала районные и городские власти за их обещания. В интервью, когда Борисевич исполнилось 117 лет, выразила мнение о неравном отношении к участникам Великой Отечественной войны и рядовых граждан: Военные воевали на войне с оружием, а я с лопатой на земле воевала. Копали лопатой и сеяли, потому что лошадей не было, взяли немцы, так сами впрягались в плуг. Нам сейчас никаких привилегий нет, а тем, военным, есть. Они заслужили, а мы не заслужили, что кормили и партизан. Военным-то пенсию хорошую дали, а мне и пенсии хорошей не дали…
Анна Борисевич скептически относилась к церковной иерархии. Говорила о крахе власти духовенства: Раньше ксёндз или батюшка был отцом и судьёй, теперь — обман один, о своём мирском добробыте пекутся.